# La Vid y Barrios
La Vid y Barrios település Spanyolországban, Burgos tartományban. La Vid y Barrios Peñaranda de Duero, Langa de Duero, Castillejo de Robledo, Vadocondes, Zazuar és San Juan del Monte községekkel határos. Lakosainak száma 245 fő (2024).

## Népesség
A település népessége az utóbbi években az alábbiak szerint változott:
| Lakosok száma | 323  | 322  | 300  | 276  | 296  | 262  | 250  | 259  | 276  | 245  |
|               | 2001 | 2004 | 2006 | 2009 | 2011 | 2014 | 2016 | 2019 | 2021 | 2024 |